# آدم دويهي
آدم دويهي (5 أغسطس 1998)، هو لاعب رغبي لبناني دولي، يلعب في المركز الثامن، تم اختياره لتمثيل لبنان في كأس العالم للرجبي 2017.

## وظيفة مبكرة
ولد الدويهي في إيستوود نيو ساوث ويلز في أستراليا، وهو من أصل لبناني من زغرتا.

## مسيرته
بعد اللعب مع فريق Balmain Tigers في كأس SG لعامين، وقع دويهي في أكتوبر 2016 عقدًا لعامين آخرين مع فريق South Sydney Rabbitohs،  وفي عام 2017 لعب 12 لعبة للفريق في مدينة نيويورك. وتمت دعوته للعب في نادي Feed Rabbitohs.
قدم الدويهي أول مباراة دولية له مع لبنان ضد فريق مالطا في 6 مايو 2017،  وفي أكتوبر 2017 تم ترشيحه في تشكيلة المنتخب اللبناني المؤلفة من 24 لاعباً لكأس العالم للرجبي 2017،  ولعب في المباراة التي فاز فيها 32-16 على فريق نييوي في مباراة الاحماء قبل البطولة، وهبط 2 من 2 التحويلات.
لعب دويهي لأول مرة لجنوب سيدني في الجولة 2 من موسم 2018 NRL ضد بنريث، حيث لعب 15 مباراة مع ساوثز قبل أن يعاني من إصابة في دوري أبطال آسيا، في مباراة فوزه 30-20 على ملبورن.

## روابط خارجية
- جنوب سيدني Rabbitohs الشخصي
- Rabbitohs الشخصي
- 2017 RLWC الشخصي